# Сальїнка (притока Кирикмасу)
Са́льїнка (рос. Сальинка) — річка в Кіясовському районі Удмуртії, Росія, ліва притока Кирикмасу.
Річка починається на південний захід від села Єрмолаєво. Протікає на північ, північний захід та знову північ. Верхня та нижня течії заліснені, середня течія обжита людьми, береги розорані. Верхня течія пересихає. Приймає декілька дрібних приток. В лівій пригирловій ділянці заплави розташований південний кластер комплексної пам'ятки природи «Кирикмаський резерват».
На річці розташовані Єрмолаєво, Верхня Мала Салья та Нижня Мала Салья. В перших двох селах створено ставки, в Єрмолаєво збудовано автомобільний міст.